# Junkers Jumo 004
Junkers Jumo 004 (Junkers Motoren - »Jumo«) je bil prvi serijsko proizvajan in prvi operativni turboreaktivni motor na svetu. Prav tako je bil prvi uspešni motor z aksialnim kompresorjem. Med drugo svetovno vojno so zgradili okrog 8000 primerkov, ki so poganjali lovca Messerschmitt Me 262, bombnika Arado Ar 234 in druga letala kot na primer Horten Ho 229.
Reaktivni motor je bil velik korak naprej v načinu pogona letal, vendar je imel Jumo 004 precej omejene sposobnosti, ker v tistem času še niso poznali naprednih materialov in sodobnih načinov izdelave. Tlačno razmerje je bilo samo 3,14:1 in razmerje potisk/teža 1,25.
Motor je lahko deloval na sintetično gorivo J-2 (pridobljeno iz premoga), bencin ali pa dizel

## Uporaba
- Messerschmitt Bf 110: platforma za letno testiranje
- Messerschmitt Me 262
- Horten Ho 229
- Horten H.IX
- Heinkel He 280
- Heinkel He 162A-8
- Focke-Wulf Ta 183
- Henschel Hs 132
- Blohm & Voss P.188
- Avia S-92: (Avia M-04) češkoslovaško grajeni Me 262 A-1a
- Avia CS-92: (Avia M-04) češkoslovaško grajen 262 B-1a
- Jakovljev Jak-Jumo: predhodnik Jakovljev Jaka-15

## Specifikacije (Jumo 004B)
- Tip: Turboreaktivni motor
- Dolžina: 3,86 m (152 in)
- Premer: 81 cm (32 in)
- Teža: 719 kg (1585 lb)

- Kompresor: 8-stopenjski aksialni
- Zgorevalna komora: cevasta (6 cevi)
- Turbina: 1-stopenjska

- Največji potisk: 8,8 kN (1980 lbf) pri 8700 obratih na minuto
- Tlačno razmereje: 3,14:1
- Razmerje potisk/teža: 1,25 (12,2 N/kg)